# بغيجان
بغيجان (بالفارسية: بگیجان) هي مستوطنة تقع في قسم تشناران الريفي (مقاطعة تشناران) في إيران. يقدر عدد سكانها بـ 37 نسمة بحسب إحصاء 2016.